# Údolí Říčky
Údolí Říčky je přírodní rezervace v jižní části Drahanské vrchoviny v chráněné krajinné oblasti Moravský kras, jižně od Ochozu u Brna v Jihomoravském kraji. Rezervace byla vyhlášena roku 1990 a rozkládá se po obou stranách potoka Říčky na ploše 141,27 ha. Důvodem ochrany je výskyt přirozených lesních a lesostepních porostů s výskytem teplomilné flóry a fauny a četné krasové jevy a jeskyně, z nichž nejvýznamnější jsou 1750 metrů dlouhý systém Ochozské jeskyně a Hostěnického propadání nebo významné archeologické naleziště z doby lovců sobů jeskyně Pekárna (která je však chráněna zvlášť v režimu národní přírodní památky). Přírodní rezervací vede naučná stezka.

## Živá příroda
Údolí Říčky patří k nejcennějším botanickým lokalitám Moravského krasu. Na pestrém reliéfu území se vyskytují cenná lesní společenstva hercynsko-karpatských dubohabřin, bazifiních teplomilných doubrav, bučin, lužních porostů i suťových lesů, mnohde se vzácnou hájovou květenou. Velmi významná jsou také místa bezlesí na slunných, jižně orientovaných svazích s širokolistými a úzkolistými suchými trávníky a mnoha kriticky ohroženými druhy rostlin (mj. pryšec vrbolistý, kosatec trávovitý). U vývěrů roste na několika místech přeslička zimní. V rezervaci bylo nalezeno na 97 druhů mechorostů a 416 druhů hub.
Velmi pestrá je i škála fauny, zahrnující typická krasová a jeskynní společenstva bezobratlých či entomologicky bohaté stepní trávníky. Byl zde prokázán výskyt 79 druhů ptactva (mj. výr velký, čáp černý, včelojed lesní). Jeskyně jsou zimovištěm netopýrů (netopýr velký, netopýr brvitý, netopýr černý, vrápenec malý).

## Neživá příroda
Na území je registrováno 43 jeskyní, k největším patří kromě Ochozské jeskyně Malčina, Netopýrka s aktivním podzemním tokem, Švédův stůl nebo Kůlnička; mnohé z jeskyní jsou též archeologickými nalezišti. Potok Říčka se na území rezervace propadá do podzemí v několika ponorech a nedaleko Kaprálova mlýna opět vyvěrá na povrch. Zajímavostí je krasový jev estavela pod Hádkem.

## Fotogalerie

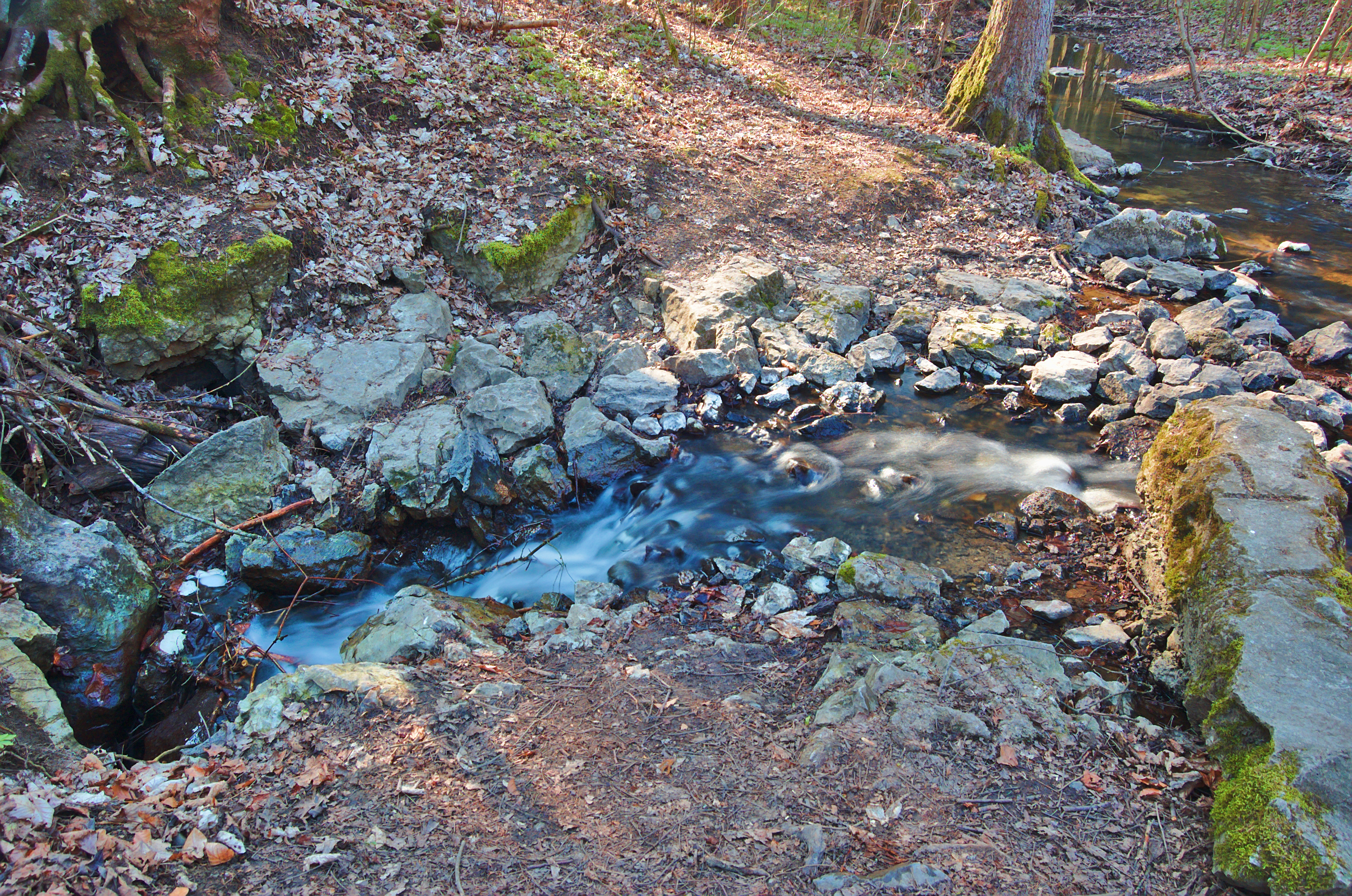
Hádecká estevela
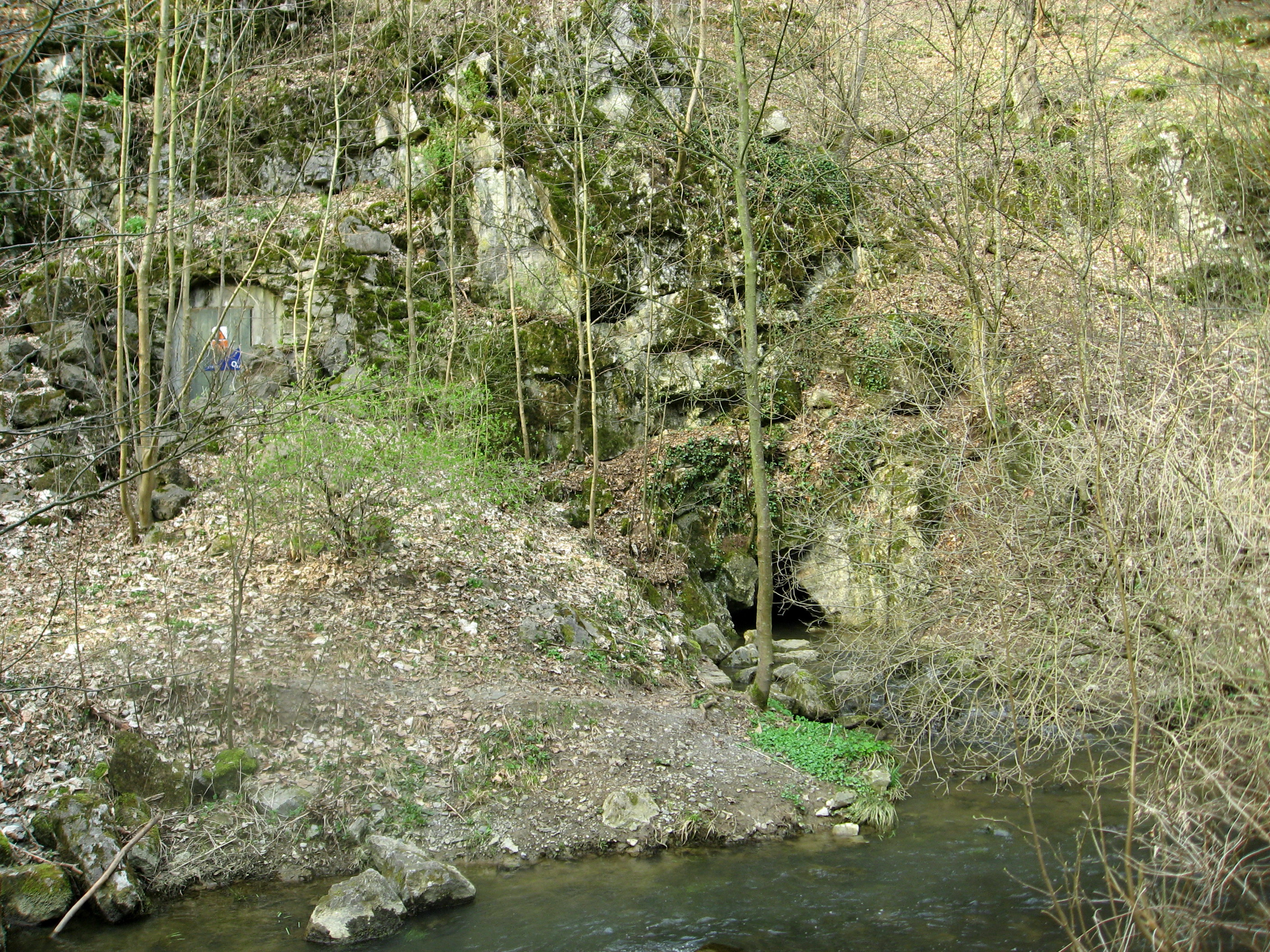
Vývěr
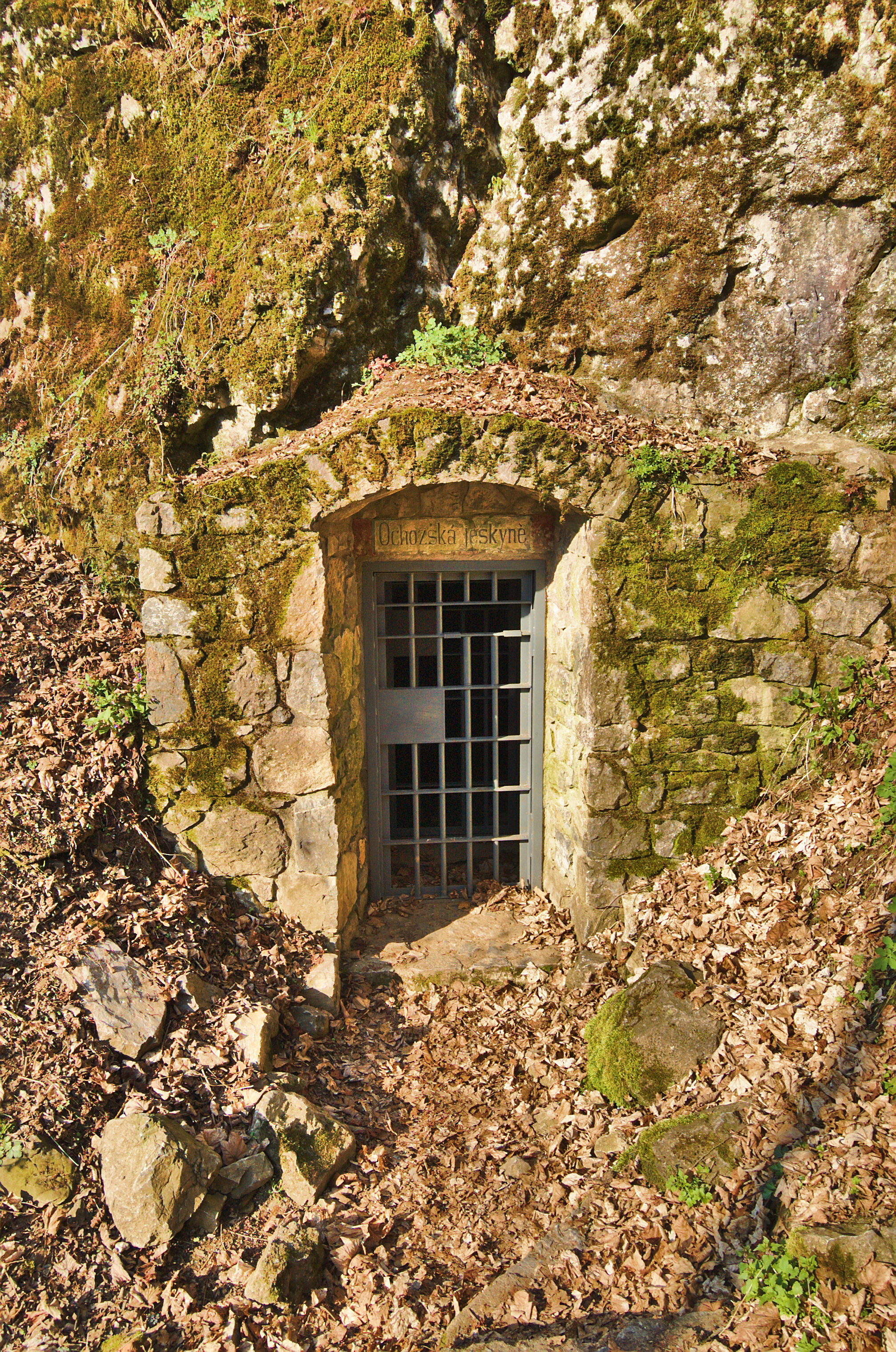
Vstup do Ochozské jeskyně
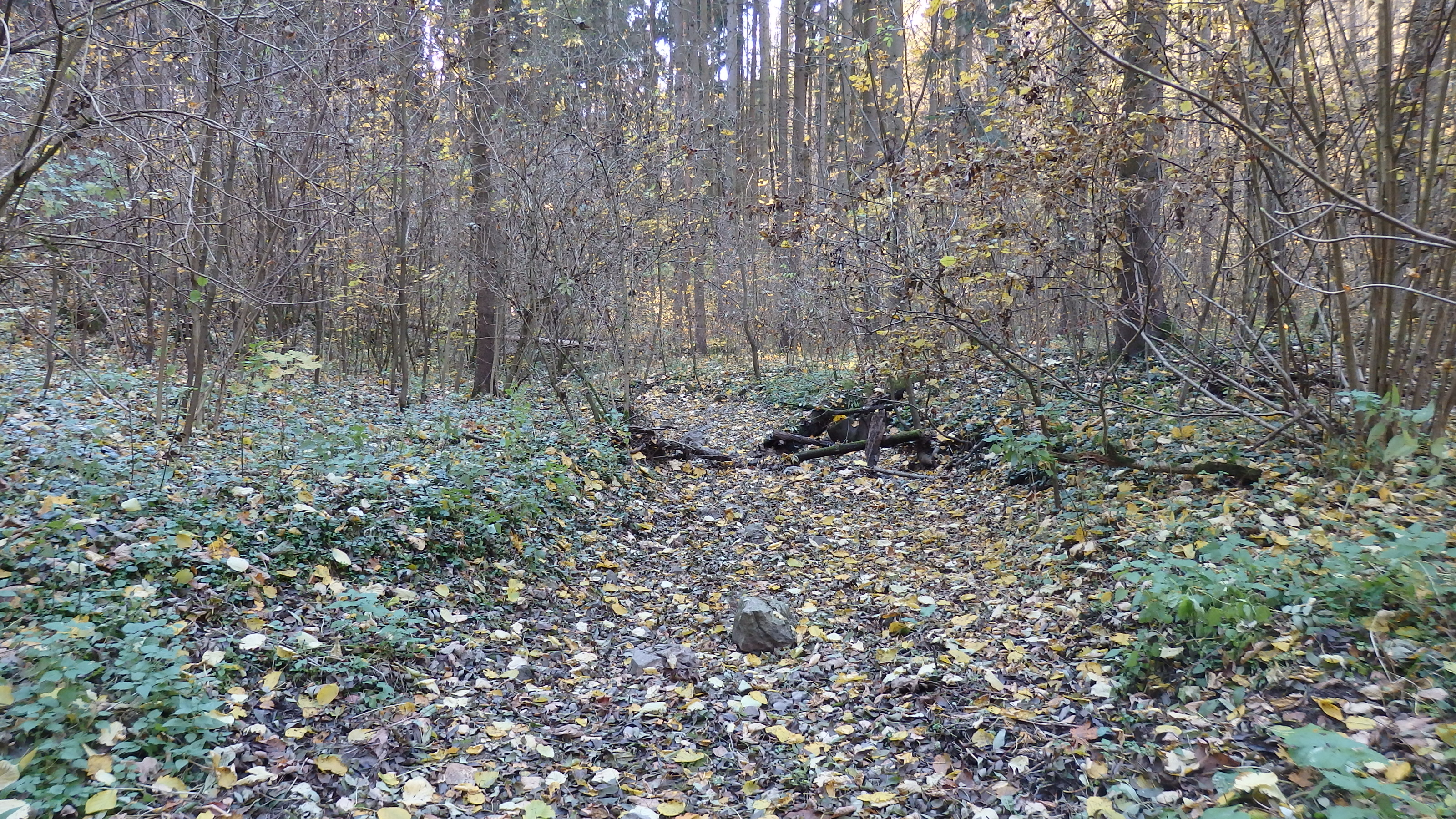
Suché koryto Říčky mezi ponorem a vývěrem
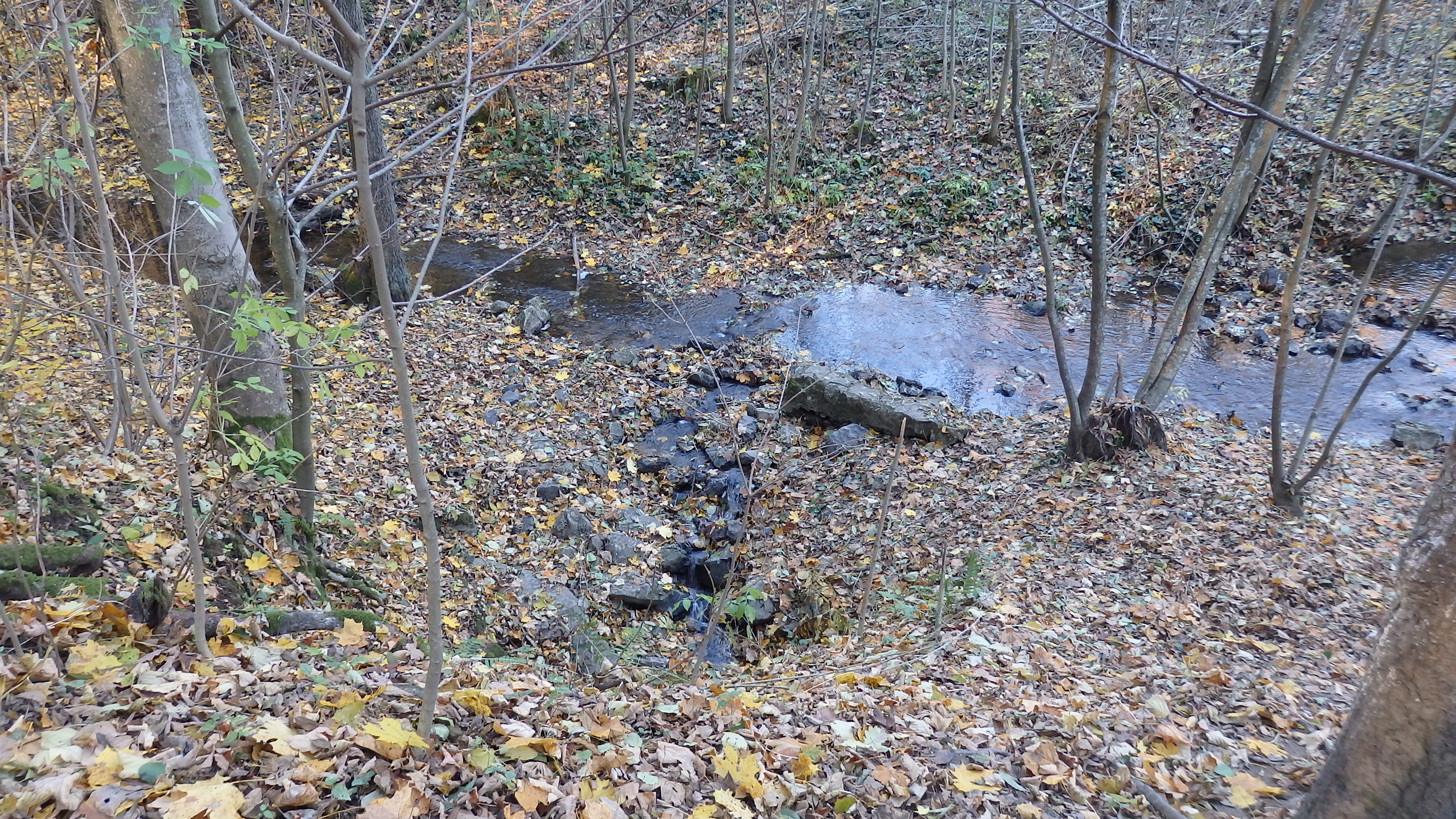
Hádecká estavela
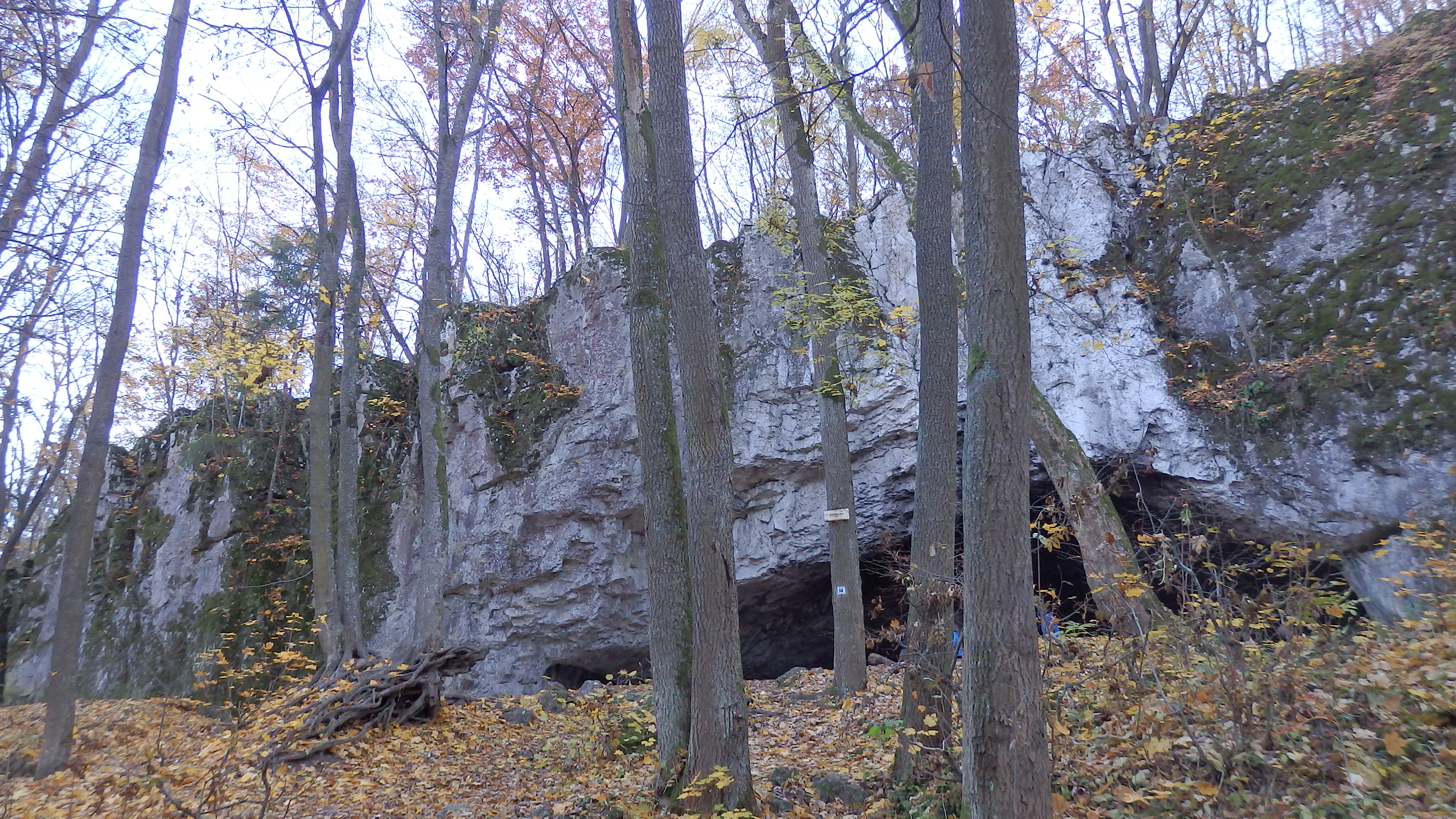
Les před portálem jeskyně Pekárny